# Shane Williams
Pour les articles homonymes, voir Williams.

a Compétitions nationales et continentales officielles uniquement.

b Matchs officiels uniquement.
Shane Williams, né le 26 février 1977 à Swansea, est un ancien international gallois de rugby à XV aujourd'hui retiré des terrains. Il évoluait au poste d'ailier au sein du club japonais des Mitsubishi Dynaboars de 2012 à 2014 et avait porté auparavant les couleurs des Ospreys de 2003 à 2012. 
Sa vivacité et son sens de l'attaque en font l'un des joueurs au ratio essais marqués par match le plus élevé. À la date d'octobre 2015, il est le quatrième meilleur marqueur d'essais de tous les temps en équipe nationale avec 58 essais (60 essais en comptant les essais pour les Lions britanniques), derrière le Japonais Daisuke Ohata, l'Australien David Campese et le Sud-Africain Bryan Habana.
Sur le plan individuel, il est élu meilleur joueur du monde pour l'année 2008 par l'International Rugby Board. Il est fait membre de l'ordre de l'Empire britannique (MBE) le 16 juin 2012, pour services rendus au rugby. 

## Carrière

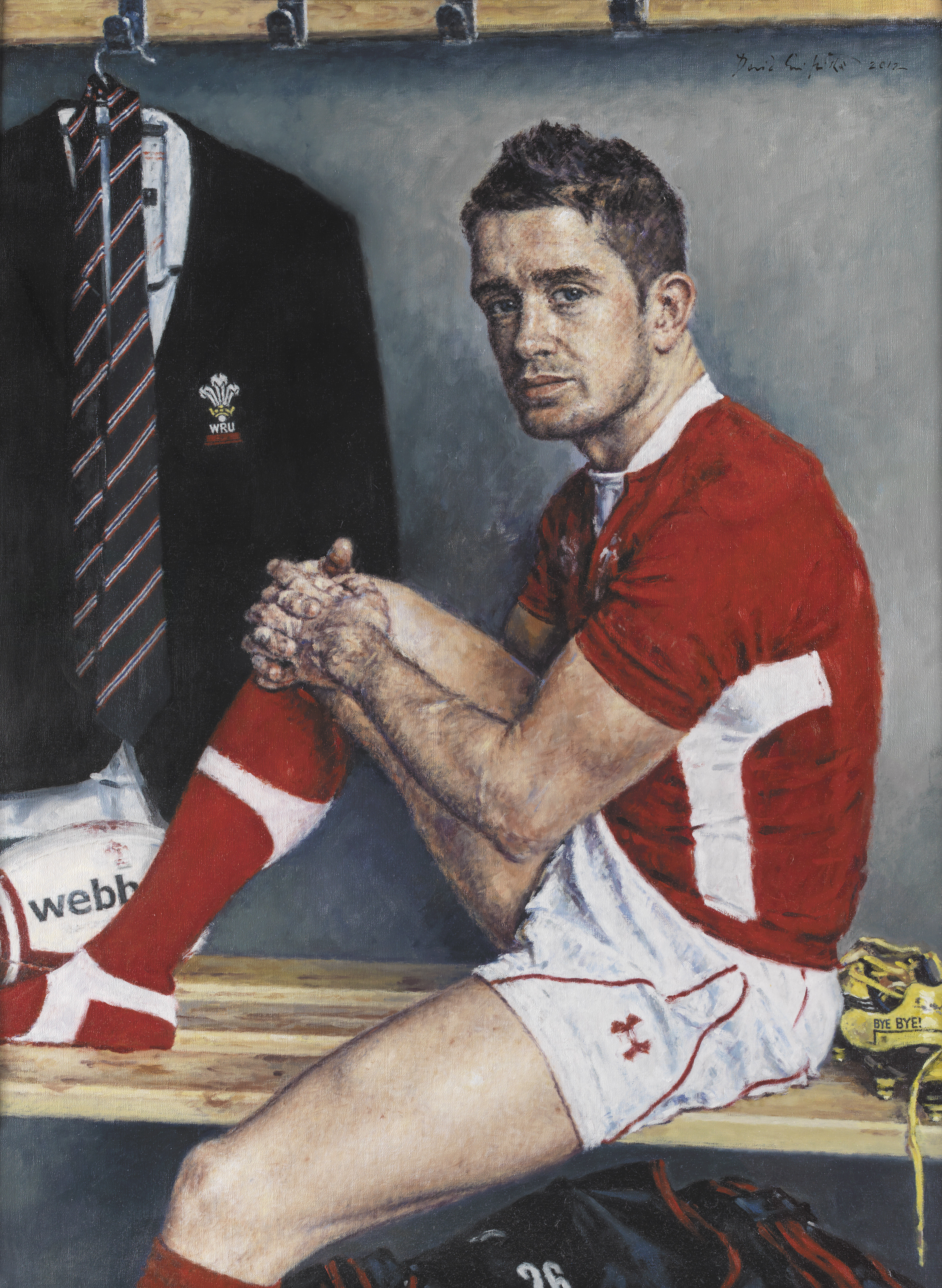
Portrait de Shane Williams réalisé en 2012 par l'artiste peintre David Griffiths.

Débutant en demi de mêlée, il est positionné à l'aile lors de son arrivée au club de Neath. 
Il débute avec le XV gallois lors du tournoi des six nations 2000 face à la France. Il fut finalement révélé au grand public trois ans plus tard lors du spectaculaire match de Coupe du monde entre le XV du Dragon et les All Blacks. 
En 2005, il participe activement au triomphe gallois dans le grand chelem, en marquant des essais contre les Anglais, Italiens et Écossais. Puis, durant l'été 2005, il participe à la tournée des Lions en Nouvelle-Zélande. Lors de celle-ci, avec cinq essais contre Manawatu, il égale le record du nombre d'essais marqués dans un match avec les Lions.
Le 20 septembre 2007, Shane Williams devient l'ailier meilleur réalisateur en dépassant Ieuan Evans (33 essais en 72 tests). 
Shane Williams (24 essais en 29 tests entre 2000 et 2005, 40 essais en 55 tests au 9 mars 2008) inscrit six essais lors de la Coupe du monde (pour quatre matchs disputés) et il poursuit sur le même rythme lors du tournoi des six nations 2008.
Le 15 mars 2008, il dépasse Gareth Thomas en inscrivant un essai contre les Français. C'est son sixième essai du tournoi en cinq matchs. À l'issue de la compétition, il est élu meilleur joueur de l'édition.
Le 23 novembre 2008, il est élu Meilleur joueur du Monde IRB, succédant ainsi à Bryan Habana.
Lors du tournoi des six nations 2009, Shane Williams inscrit deux essais et il brille moins que l'année précédente.
Le dernier match international de la carrière de Shane Williams s'est joué le 3 décembre 2011 contre l'Australie. Malgré la défaite des Gallois (18-21), Williams fait ses adieux à son public en inscrivant son dernier essai dans le temps additionnel de la partie.

## Palmarès

### En club
- Vainqueur de la Celtic League (4) : 2005, 2007, 2010, 2012
- Vainqueur de la Coupe anglo-galloise en 2008
- Vainqueur de la Top League Est A en 2013 et 2014 avec les Mitsubishi Dynaboars

### En équipe du pays de Galles
- 87 sélections avec l'équipe du pays de Galles, de 2000 à 2011
- 295 points
- 59 essais
- Grands chelem lors des Tournois des Six Nations 2005 et 2008
- Sélections par année : 7 en 2000, 3 en 2001, 3 en 2003, 11 en 2004, 9 en 2005, 10 en 2006, 8 en 2007, 4 en 2008, 6 en 2009, 5 en 2010, 10 en 2011

#### Coupes du monde
- 2003 : 2 sélections (All Blacks, Angleterre), 1 essai
- 2007 : 4 sélections (Canada, Australie, Japon, Fidji), 6 essais
- 2011 : 4 sélections (Samoa, Irlande, France, Australie), 3 essais

#### Lions britanniques et irlandais
- 2 sélections lors de la tournée 2005 en Argentine et en Nouvelle-Zélande
- 2 sélections lors de la tournée 2009 en Afrique du Sud, 2 essais marqués

#### Liste des essais
| Essai | Adversaire       | Lieu                         | Stade                        | Compétition             | Date              | Résultat |
| ----- | ---------------- | ---------------------------- | ---------------------------- | ----------------------- | ----------------- | -------- |
| 1     | Italie           | Cardiff, Pays de Galles      | Millennium Stadium           | Tournoi des six nations | 4 mars 2000       | Victoire |
| 2     | Écosse           | Cardiff, Pays de Galles      | Millennium Stadium           | Tournoi des six nations | 18 mars 2000      | Victoire |
| 3     | Écosse           | Cardiff, Pays de Galles      | Millennium Stadium           | Tournoi des six nations | 18 mars 2000      | Victoire |
| 4     | Samoa            | Cardiff, Pays de Galles      | Millennium Stadium           | Test match              | 11 novembre 2000  | Victoire |
| 5     | Samoa            | Cardiff, Pays de Galles      | Millennium Stadium           | Test match              | 11 novembre 2000  | Victoire |
| 6     | Japon            | Osaka, Japon                 | Hanazono Stadium             | Test match              | 10 juin 2001      | Victoire |
| 7     | Japon            | Osaka, Japon                 | Hanazono Stadium             | Test match              | 10 juin 2001      | Victoire |
| 8     | Japon            | Osaka, Japon                 | Hanazono Stadium             | Test match              | 10 juin 2001      | Victoire |
| 9     | Japon            | Osaka, Japon                 | Hanazono Stadium             | Test match              | 10 juin 2001      | Victoire |
| 10    | Japon            | Tokyo, Japon                 | Chichibunomiya Rugby Stadium | Test match              | 17 juin 2001      | Victoire |
| 11    | Roumanie         | Wrexham, Pays de Galles      | Racecourse Ground            | Test match              | 27 août 2003      | Victoire |
| 12    | Roumanie         | Wrexham, Pays de Galles      | Racecourse Ground            | Test match              | 27 août 2003      | Victoire |
| 13    | Nouvelle-Zélande | Sydney, Australie            | ANZ Stadium                  | Coupe du monde          | 2 novembre 2003   | Défaite  |
| 14    | Italie           | Cardiff, Pays de Galles      | Millennium Stadium           | Tournoi des six nations | 27 mars 2004      | Victoire |
| 15    | Italie           | Cardiff, Pays de Galles      | Millennium Stadium           | Tournoi des six nations | 27 mars 2004      | Victoire |
| 16    | Argentine        | Buenos Aires, Argentine      | Velez Sarsfield              | Test match              | 19 juin 2004      | Victoire |
| 17    | Argentine        | Buenos Aires, Argentine      | Velez Sarsfield              | Test match              | 19 juin 2004      | Victoire |
| 18    | Argentine        | Buenos Aires, Argentine      | Velez Sarsfield              | Test match              | 19 juin 2004      | Victoire |
| 19    | Afrique du Sud   | Pretoria, Afrique du Sud     | Loftus Versfeld Stadium      | Test match              | 26 juin 2004      | Défaite  |
| 20    | Japon            | Cardiff, Pays de Galles      | Millennium Stadium           | Test match              | 26 novembre 2004  | Victoire |
| 21    | Japon            | Cardiff, Pays de Galles      | Millennium Stadium           | Test match              | 26 novembre 2004  | Victoire |
| 22    | Angleterre       | Cardiff, Pays de Galles      | Millennium Stadium           | Tournoi des six nations | 5 février 2005    | Victoire |
| 23    | Italie           | Rome, Italie                 | Stade Flaminio               | Tournoi des six nations | 12 février 2005   | Victoire |
| 24    | Écosse           | Édimbourg, Écosse            | Murrayfield Stadium          | Tournoi des six nations | 13 mars 2005      | Victoire |
| 25    | Australie        | Cardiff, Pays de Galles      | Millennium Stadium           | Test match              | 26 novembre 2005  | Victoire |
| 26    | Argentine        | Buenos Aires, Argentine      | Velez Sarsfield              | Test match              | 17 juin 2006      | Défaite  |
| 27    | Australie        | Cardiff, Pays de Galles      | Millennium Stadium           | Test match              | 4 novembre 2006   | Égalité  |
| 28    | Canada           | Cardiff, Pays de Galles      | Millennium Stadium           | Test match              | 17 novembre 2006  | Victoire |
| 29    | Italie           | Rome, Italie                 | Stade Flaminio               | Tournoi des six nations | 10 mars 2007      | Défaite  |
| 30    | Canada           | Nantes, France               | Stade de la Beaujoire        | Coupe du monde          | 9 septembre 2007  | Victoire |
| 31    | Canada           | Nantes, France               | Stade de la Beaujoire        | Coupe du monde          | 9 septembre 2007  | Victoire |
| 32    | Australie        | Cardiff, Pays de Galles      | Millennium Stadium           | Coupe du monde          | 15 septembre 2007 | Défaite  |
| 33    | Japon            | Cardiff, Pays de Galles      | Millennium Stadium           | Coupe du monde          | 20 septembre 2007 | Victoire |
| 34    | Japon            | Cardiff, Pays de Galles      | Millennium Stadium           | Coupe du monde          | 20 septembre 2007 | Victoire |
| 35    | Fidji            | Nantes, France               | Stade de la Beaujoire        | Coupe du monde          | 29 septembre 2007 | Défaite  |
| 36    | Écosse           | Cardiff, Pays de Galles      | Millennium Stadium           | Tournoi des six nations | 9 février 2008    | Victoire |
| 37    | Écosse           | Cardiff, Pays de Galles      | Millennium Stadium           | Tournoi des six nations | 9 février 2008    | Victoire |
| 38    | Italie           | Cardiff, Pays de Galles      | Millennium Stadium           | Tournoi des six nations | 23 février 2008   | Victoire |
| 39    | Italie           | Cardiff, Pays de Galles      | Millennium Stadium           | Tournoi des six nations | 23 février 2008   | Victoire |
| 40    | Irlande          | Dublin, Irlande              | Croke Park                   | Tournoi des six nations | 8 mars 2008       | Victoire |
| 41    | France           | Cardiff, Pays de Galles      | Millennium Stadium           | Tournoi des six nations | 15 mars 2008      | Victoire |
| 42    | Afrique du Sud   | Bloemfontein, Afrique du Sud | Free State Stadium           | Test match              | 7 juin 2008       | Défaite  |
| 43    | Afrique du Sud   | Pretoria, Afrique du Sud     | Loftus Versfeld Stadium      | Test match              | 14 juin 2008      | Défaite  |
| 44    | Australie        | Cardiff, Pays de Galles      | Millennium Stadium           | Test match              | 29 novembre 2008  | Victoire |
| 45    | Écosse           | Édimbourg, Écosse            | Murrayfield Stadium          | Tournoi des six nations | 8 février 2009    | Victoire |
| 46    | Italie           | Rome, Italie                 | Stade Flaminio               | Tournoi des six nations | 14 mars 2009      | Victoire |
| 47    | Argentine        | Cardiff, Pays de Galles      | Millennium Stadium           | Test match              | 21 novembre 2009  | Victoire |
| 48    | Argentine        | Cardiff, Pays de Galles      | Millennium Stadium           | Test match              | 21 novembre 2009  | Victoire |
| 49    | Écosse           | Cardiff, Pays de Galles      | Millennium Stadium           | Tournoi des six nations | 13 février 2010   | Victoire |
| 50    | France           | Cardiff, Pays de Galles      | Millennium Stadium           | Tournoi des six nations | 26 février 2010   | Défaite  |
| 51    | Italie           | Cardiff, Pays de Galles      | Millennium Stadium           | Tournoi des six nations | 20 mars 2010      | Victoire |
| 52    | Écosse           | Édimbourg, Écosse            | Murrayfield Stadium          | Tournoi des six nations | 12 février 2011   | Victoire |
| 53    | Écosse           | Édimbourg, Écosse            | Murrayfield Stadium          | Tournoi des six nations | 12 février 2011   | Victoire |
| 54    | Angleterre       | Londres, Angleterre          | Twickenham                   | Test match              | 6 août 2011       | Défaite  |
| 55    | Samoa            | Hamilton, Nouvelle-Zélande   | Waikato Stadium              | Coupe du monde          | 18 septembre 2011 | Victoire |
| 56    | Irlande          | Wellington, Nouvelle-Zélande | Westpac Stadium              | Coupe du monde          | 8 octobre 2011    | Victoire |
| 57    | Australie        | Auckland, Nouvelle-Zélande   | Eden Park                    | Coupe du monde          | 21 octobre 2011   | Défaite  |
| 58    | Australie        | Cardiff, Pays de Galles      | Millennium Stadium           | Test match              | 3 décembre 2011   | Défaite  |